# Synagoge (Elbeuf)

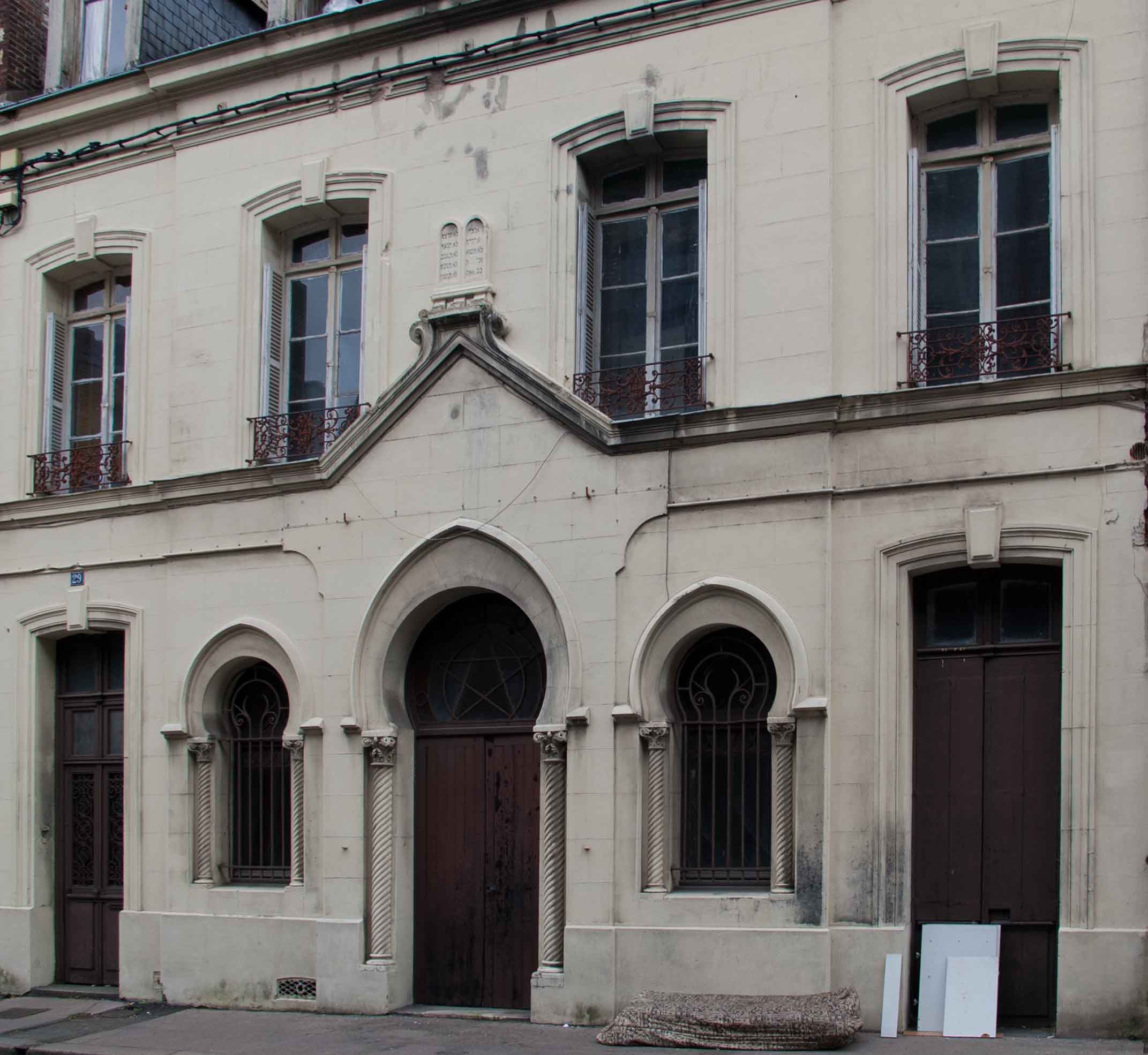
Synagoge in Elbeuf

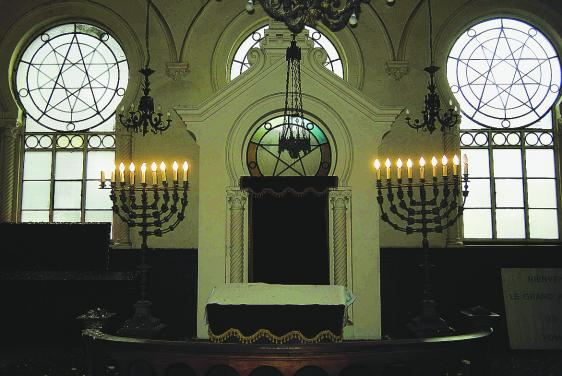
Innenansicht mit Thoraschrein

Die Synagoge in Elbeuf, einer französischen Gemeinde im Département Seine-Maritime in der Region Normandie, wurde von 1907 bis 1909 errichtet. Die Synagoge an der Rue Grémont Nr. 29 ist seit 2009 ein geschütztes Baudenkmal (Monument historique).

## Geschichte
Nach der Wiedereingliederung des Elsass ins Deutsche Reich im Jahr 1871 (siehe Deutsch-Französischer Krieg) ließen sich jüdische Textilunternehmer aus dem Elsass in Elbeuf nieder, da sie nicht im Deutschen Reich, sondern in Frankreich leben wollten. 
Nachdem zunächst der jüdische Gottesdienst in einem Privathaus gefeiert wurde, ließ die jüdische Gemeinde von Elbeuf aus zwei nebeneinander liegenden Wohnhäusern einen Synagogenbau errichten. Die hufeisenförmigen Fenster und das Portal sind charakteristisch für den Stil der orientalisierenden Architektur. Über dem Portal sind die Gesetzestafeln angebracht. Im Obergeschoss befand sich die Wohnung des Rabbiners.
Die Frauenempore an der Westseite wird von Säulen getragen. An der Ostseite steht die Bima frei im Raum und der Thoraschrein an der Wand.
Während des Zweiten Weltkriegs wurde das Synagogengebäude von den deutschen Besatzern als Pferdestall zweckentfremdet.
Die Synagoge wird seit Jahren nicht mehr für den Gottesdienst genutzt und bedarf dringend einer Renovierung.  